# Rhabdodemania pontica
Rhabdodemania pontica is een rondwormensoort uit de familie van de Rhabdodemaniidae. De wetenschappelijke naam van de soort is voor het eerst geldig gepubliceerd in 1965 door Platonova.